# San Guinefort

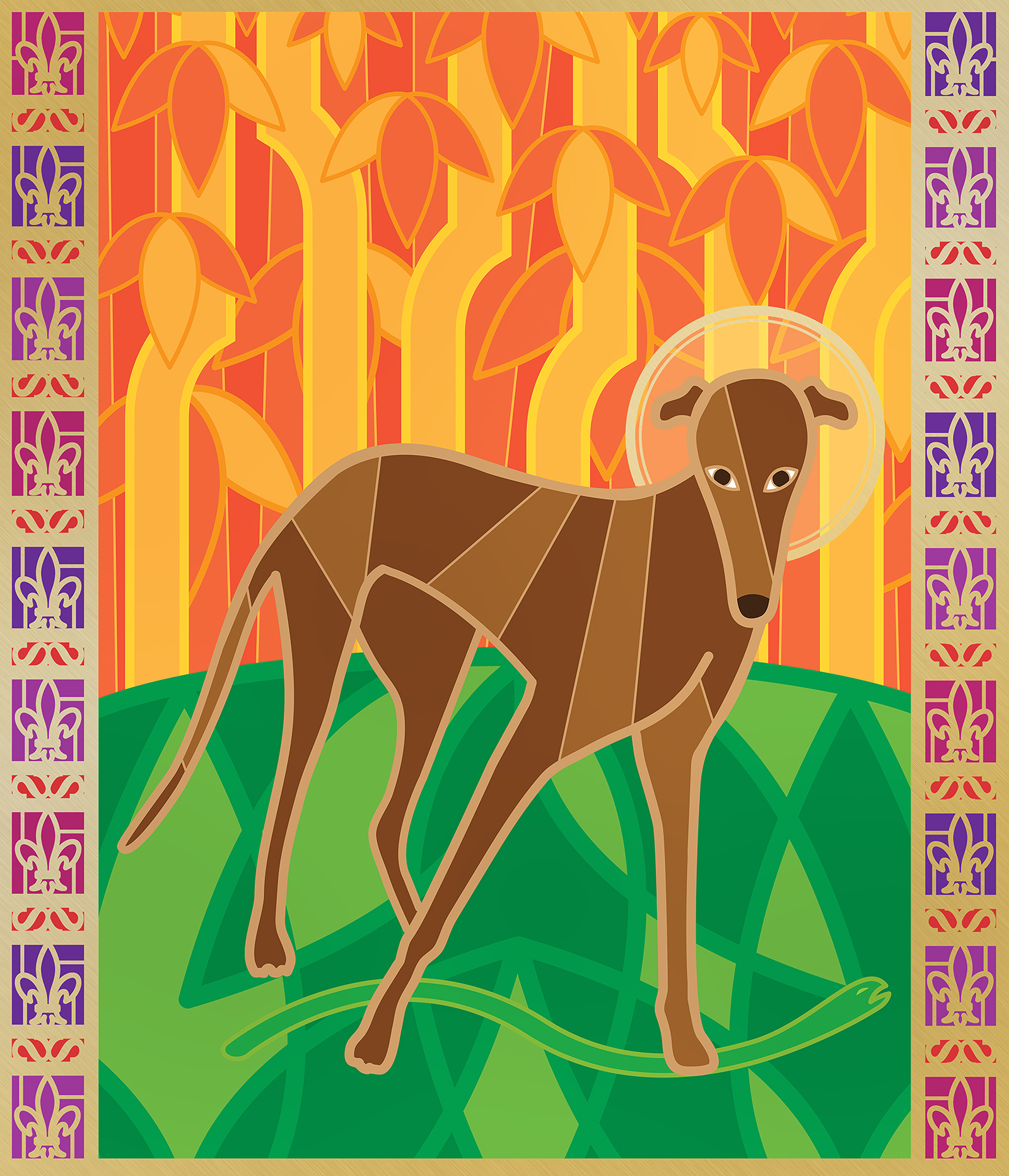
opera contemporanea

San Guinefort (o Guignefort), italianizzato in Guiniforte o Guniforte, fu un cane levriero vissuto nel XIII secolo che fu oggetto di devozione popolare a Sandrans, nella zona di Lione.
Il suo culto, pur proibito e osteggiato più volte, resistette a tutte le condanne e venne abolito definitivamente solo negli anni '30 del XX secolo dalla Chiesa cattolica.

## Storia

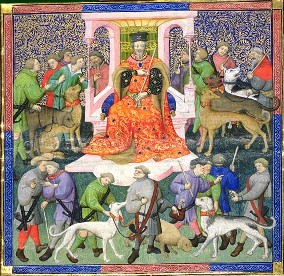
Miniatura francese del XV secolo sulla caccia con cani.

Secondo la leggenda il cane era di proprietà di un ricco signore che viveva in un castello dove un giorno, nella stanza del figlio di pochi mesi di questi, venne trovata la culla rovesciata e il cane con le zanne insanguinate; non riuscendo a ritrovare il bambino, convinto che il cane lo avesse sbranato, l'uomo lo uccise con la sua spada; tuttavia, poco dopo, il bambino venne ritrovato illeso sotto la culla assieme a una vipera uccisa dal cane; capito l'errore, ovvero che il cane aveva salvato il bambino dalla vipera, il cane venne seppellito in una tomba ricoperta di pietre.
Nella metà del XIII secolo la tomba era divenuta oggetto di pellegrinaggio e vi venivano portati bambini malati in quanto era viva la credenza popolare che attribuiva le malattie infantili all'azione di spiriti che avrebbero scambiato i bambini sani con altri malati; si pensava fosse possibile riavere indietro quelli sani attraverso riti per mezzo dell'intercessione dei santi.
Si diffuse quindi nella zona di Lione il culto di questo cane sulla cui tomba venivano portati i bambini malati che venivano sottoposti a un rito che si concludeva immergendo il bambino malato nelle acque del vicino fiume Chalarone, in modo da verificare che la sostituzione fosse realmente avvenuta; se il bambino moriva si riteneva che la sostituzione non fosse avvenuta, altrimenti il bambino era definitivamente guarito. 
Stefano di Borbone, inquisitore e predicatore domenicano, venuto a conoscenza di questa pratica, si recò sul posto e condannò questa credenza, facendo diseppellire il cane e facendone bruciare poi i resti.
Seppur tipicamente lionese, il culto di Guinefort si diffuse anche al di fuori dei confini francesi, nel nord Italia e in Sicilia, tra i militari angioini, che rivolgevano al cane santo preghiere per la protezione dei loro figli.